# Públio Cornélio Escápula
Públio Cornélio Escápula (em latim: Publius Cornelius Scapula) foi um político da gente Cornélia da República Romana, eleito cônsul em 328 a.C. com Públio Pláucio Próculo. Segundo os Fastos Capitolinos, Caio Pláucio Deciano, cônsul no ano anterior, teria sido eleito novamente, mas Lívio menciona Públio Pláucio Próculo em seu lugar.

## Identificação
Seu cognome não é bem compreendido e algumas tradições defendem que ele pode ser a mesma pessoa que Públio Cornélio Cipião Barbado, ditador em 306 a.C.

## Consulado (328 a.C.)
Segundo Lívio, durante o consulado de Públio Pláucio e Públio Cornélio "não ocorreu nenhum episódio de natureza militar ou civil".